# Rubens tube
Et Rubens tube (dansk maskinoversættelse: Rubens rør) er et fysikapparat til at demonstrere akustiske stående bølger i et rør. Den blev opfundet af den tyske fysiker Heinrich Rubens i 1905, viser det grafisk forholdet mellem lydbølger og lydtryk, som et primitivt oscilloskop . I dag bruges det kun lejlighedsvis, typisk som demonstration i fysikundervisningen.

## Offentlige udstillinger
I 2014 viste den danske videnskabsdemonstrator Sune Nielsen, medlem af Fysikshow, sammen med videnskabsbloggeren Derek Muller i en YouTube-video der viser pyrobrættet i aktion. Derek Muller, også kendt som Veritasium på YouTube, forklarer videnskaben bag, hvordan 1D- og 2D Rubens-rørene fungerer.